# Jairo Díaz
Jairo José Díaz Hernández (nació en Puerto La Cruz, Estado Anzoátegui, Venezuela, el 27 de mayo de 1991) es un lanzador venezolano de béisbol profesional que juega para la organización de los Colorado Rockies de las Grandes Ligas y jugó en la Liga Venezolana de Béisbol Profesional para los Caribes de Anzoátegui.

## Carrera profesional

### Los Ángeles de Anaheim
En 2014, Díaz jugó para los Inland Empire 66ers de la 	Clase A Avanzada (Fuerte) de La California League y el Arkansas Travelers de la Clase Doble A de La Texas League, y fue poniendo a un 3.48 promedio de carreras ganadas (ERA) con 85 ponches en 64 y 2/3 inning. Los Angeles Angels of Anaheim lo ascendió a las Grandes Ligas, Díaz hizo su debut en las Grandes Ligas el 8 de septiembre de 2014, convirtiéndose en el Venezolano N° 321 en las Grandes Ligas, grabando dos ponches.

### Colorado Rockies
Después de la temporada 2014, Los Angeles Angels of Anaheim negocian a Díaz con los Rockies de Colorado a cambio de Josh Rutledge. Durante la temporada de 2015, Díaz tuvo un récord de 3-5 y una efectividad de 4.58 con 50 ponches en 47 partidos con los Albuquerque Isotopes de la Clase Triple A de La Pacific Coast League y una efectividad de 2.37 con 18 ponches en 21 apariciones con los Rockies de Colorado. Durante el entrenamiento de primavera en 2016, Díaz se desgarró un ligamento en su codo derecho, y requerirá una cirugía.